# El perfecto anfitrión
El perfecto anfitrión es una película de 2010 escrita y dirigida por Nick Tomnay. La película está protagonizada por David Hyde Pierce y Clayne Crawford. La filmación tuvo lugar en Los Ángeles, California. Fue filmada en 17 días. La edición tuvo lugar en Nueva York.

## Sinopsis
El fugitivo John Taylor (Clayne Crawford) huye de un delito inicialmente no especificado, con un pie herido. Los flashbacks y los informes de noticias revelan que robó un banco junto a su novia Simeone Demarchi (Megahn Perry), quien era la cajera. Se detiene en una tienda de conveniencia para tomar desinfectante, solo unos momentos antes de que sea robado; se las arregla para darle la vuelta al ladrón, pero ella se escapa con su billetera. El televisor de la tienda identifica a John y su automóvil, por lo que rápidamente lo abandona y se dirige a pie a un vecindario caro. Con una triste historia sobre ser asaltado, consigue entrar a la casa de Warwick Wilson (David Hyde Pierce). John se hace pasar por un amigo de uno de los amigos de Warwick después de encontrar una postal en el buzón de correo de una mujer llamada "Julia". Warwick está preparando una cena. John habla y bebe vino tinto mientras trata de descubrir su próximo movimiento y cómo evitar que se descubran sus mentiras. Cuando las noticias de radio hacen un anuncio sobre John, él enoja a Warwick y se revela. John amenaza con matar a Warwick si no coopera y lo obliga a llamar a sus invitados para cancelar. De repente, John se desploma; el vino ha sido drogado, y Warwick no es la persona que parece ser.
Cuando John se recupera, se encuentra atado a una silla, y la fiesta está en su apogeo, pero todos los invitados con los que Warwick está interactuando son producto de la imaginación de Warwick. Warwick toma una Polaroid de John y revela un álbum de recortes de sus cenas pasadas, cada una con una víctima de asesinato y una línea de tiempo de las cosas que Warwick le hará. A medida que avanza la noche, John está más aterrorizado, drogado e incapacitado, y aprende varias cosas sobre el extraño estilo de vida de Warwick. Una vecina de Warwick, una anciana entrometida (a quien John también trató de engañar para que lo dejara entrar a su casa antes) escucha a John gemir y se va a investigar. Warwick puede engañarla para que se vaya, culpando a un invitado borracho de la cena por el ruido. Warwick cauteriza la herida de John con el atizador de fuego después de que el vecino se va. John también descubre que Julia es otro producto de la imaginación de Warwick cuando ve que Warwick se escribe una postal para él.
Más tarde, John y Warwick juegan al ajedrez, y el premio es la libertad de John; John, que es un excelente jugador, gana. Warwick deja ir a John según lo acordado, pero se burla de él antes de que pueda irse, llamándolo inútil y secundario. John toma el tantō (espada japonesa) en exhibición en la sala de Warwick y lo apuñala con él, pero resulta ser un cuchillo de utilería plegable, por lo que Warwick noquea a John. Cuando una vez más recupera la conciencia, están en el baño de Warwick, John atado en la bañera, mientras Warwick tiene un encuentro. A la luz del día, coloca una foto en su álbum de recortes en la que aparentemente cortó la garganta de John.
El cuerpo de John queda afuera con la basura. Se despierta y descubre que la mayoría de sus heridas son falsas; Warwick es un maestro del maquillaje de películas. L.A.P.D. El detective Morton llega a la puerta de Warwick. Warwick es en realidad un teniente de policía que está trabajando en el robo de John. Warwick esconde el álbum de recortes, la medicina y el kimono, luego altera su comportamiento e incluso su voz. Mientras tanto, John sospecha de su novia Simone y descubre que hizo arreglos de viaje alternativos fuera de Los Ángeles que no lo incluyen. Warwick y el detective Morton se unen a otro detective que vigila el apartamento de Simone. John localiza a Simone en un estacionamiento, tomando su auto y el dinero, dejándola capturada por los detectives. Warwick impide que John se vaya y lo chantajea por el dinero, dejándole unos $ 20,000 para pasar la frontera mexicana, por lo que John dice gracias.
Un par de meses después, el detective Morton recibe una carta de México: es una Polaroid de Warwick y John juntos, de la cena, con una advertencia por escrito. Morton, sospechoso, se enfrenta a Warwick, quien lo destruye; pero, cuando Morton persiste, Warwick lo invita a una cena y le pregunta qué tipo de vino le gustaría. Warwick luego sale de la oficina, junto con sus amigos imaginarios, con una sonrisa en su rostro.

## Elenco
- David Hyde Pierce como Warwick Wilson.
- Clayne Crawford como John Taylor.
- Nathaniel Parker como Det. Morton
- Helen Reddy como Cathy Knight.
- Megahn Perry como Simone Demarchi.
- Joseph Will como Det. Valdez